# Dongfeng 2
Die Dongfeng 2 (chinesisch 東風二號 / 东风二号, Pinyin Dōngfēng Èrhào, „Ostwind 2“) war eine landgestützte ballistische Mittelstreckenrakete der Volksrepublik China. Die an die Truppe ausgegebene Version Dongfeng 2A (DF-2A) besaß eine maximale Reichweite von 1300 km. Dies war die erste eigenständig entwickelte ballistische Rakete Chinas.

## Entwicklungsgeschichte
In der Sowjetunion hatte man ab dem 13. August 1954 die Mittelstreckenrakete R-12 entwickelt, die als Treibstoff ein Kerosingemisch mit den bei Raumtemperatur lagerfähigen Oxidatoren Salpetersäure (73 %) und Distickstofftetroxid (27 %), auch bekannt als „AK-27“, verwendete, also anders als bei der Verwendung von Flüssigsauerstoff längere Zeit in betanktem Zustand einsatzbereit gehalten werden konnte. Die R-12 absolvierte am 22. Juni 1957 ihren Erstflug, und in dem am 15. Oktober 1957 unterzeichneten „Übereinkommen zwischen der Chinesischen Regierung und der Regierung der Sowjetunion über die Herstellung neuartiger Waffen und militärischer Ausrüstung sowie den Aufbau einer umfassenden Atomindustrie in China“ sagte man China zu, sobald die Tests abgeschlossen wären, die Planzeichnungen und ein Musterexemplar der Rakete zu schicken, damit sie dort nachgebaut werden könnte.
Die Zusammenarbeit mit der Sowjetunion begann zunächst vielversprechend. Am 24. Dezember 1957 um 18:51 traf ein Sonderzug mit einem Raketenbataillon der Sowjetarmee, 65 Soldaten und 37 Offiziere 
mit zunächst zwei Kurzstreckenraketen vom Typ R-2 in der Kaserne des Artillerie-Ausbildungskorps der Volksbefreiungsarmee (中国人民解放军炮兵教导大队) in Peking ein. Hierbei handelte es sich um eine Tarnbezeichnung für die zukünftigen Raketenstreitkräfte der Volksbefreiungsarmee, die am 9. Dezember 1957 mit Sitz  im heutigen Straßenviertel Yungang des Stadtbezirks Fengtai aufgestellt worden war, in einer Gegend, die aus historischen Gründen als „Changxindian“ bekannt war. Wegen der Lage der Kaserne war die Einheit auch als „Artillerie-Ausbildungskorps Changxindian“ (长辛店炮兵教导大队) bekannt.
Von sowjetischer Seite wurden zunächst die Planzeichnungen für die R-12 geliefert. Am 16. November 1957 war auf dem Gelände der Flugzeugfabrik 211 im damaligen Stadtbezirk Nanyuan (南苑区, seit 1958 ein Teil von Fengtai) das 1. Zweiginstitut des 5. Forschungsinstituts des Verteidigungsministeriums gegründet worden, das für die Entwicklung der ballistischen Trägerraketen Chinas zuständig war. Unter den damals acht Abteilungen der heutigen Akademie für Trägerraketentechnologie war die 4. Abteilung für die Triebwerke verantwortlich. Man entschied sich dort, das Konstruktionsprinzip des bei der R-12 verwendeten Triebwerks RD-214 zu übernehmen, bei dem vier parallele Brennkammern von einer gemeinsamen Turbopumpeneinheit versorgt wurden.
Allerdings wurde das bei dem sowjetischen Triebwerk verwendete Kerosin durch Ethanol ersetzt, wie es bereits bei der – allerdings mit Flüssigsauerstoff als Oxidator arbeitenden – R-2-Kopie zum Einsatz kam.
Als sich allerdings die Spannungen zwischen den beiden Staaten intensivierten, erfolgte die weitestgehende Einstellung von Rüstungskooperationen durch die Sowjetunion. Am 12. August 1960 verließen alle 1343 Berater das 5. Forschungsinstitut und kehrten in die Sowjetunion zurück. Trotzdem wurden die Arbeiten an der Mittelstreckenrakete weiter geführt. Die später als „Dongfeng 1“ bekannte R-2-Kopie war eine Experimentalrakete gewesen, sie diente der Technologieerprobung und vor allem zu Ausbildungszwecken. Als die Kurzstreckenrakete am 5. November 1960 ihren Erstflug absolvierte, hatte das 5. Forschungsinstitut unter der Leitung von Qian Xuesen fast 10.000 Raketenexperten ausgebildet, von Soldaten und Mechanikern bis zu Ingenieuren und Wissenschaftlern. Eines der Probleme bei der Rakete war die Steuerung. Bei der per Funk gelenkten Dongfeng 1 kam man bei drei Testflügen im November und Dezember 1960 auf eine Entfernung von 550 km auf einen Streukreisradius von mehreren Kilometern.
Dies war für eine Mittelstreckenrakete mit einer gewünschten Reichweite von mindestens 1000 km inakzeptabel.
Daher entwarfen Chen Deren (陈德仁, 1922–2007), der Leiter des Theorielabors in der Hauptentwicklungsabteilung des 2. Zweiginstituts des 5. Forschungsinstituts (国防部第五研究院二分院第一设计部理论研究室), auch bekannt als „Laboratorium 1“ (一室), und Liang Sili, der stellvertretende Leiter des Labors für Raketensteuerungssysteme (导弹控制系统研究室) am 2. Zweiginstitut, ein Trägheitsnavigationssystem, das in Kombination mit der von der Dongfeng 1 übernommenen Funklenkung eingesetzt werden sollte.
Der erste Test der von einem Starttisch freistehend gestarteten Rakete erfolgte am 21. März 1962 auf dem Kosmodrom Jiuquan, endete allerdings mit einem Fehlschlag. Kurz nach dem Start geriet das Triebwerk in Brand, die Rakete geriet außer Kontrolle und schlug nach 69 Sekunden Flugzeit unweit des Kosmodroms in der Wüste ein, wo sie explodierte.

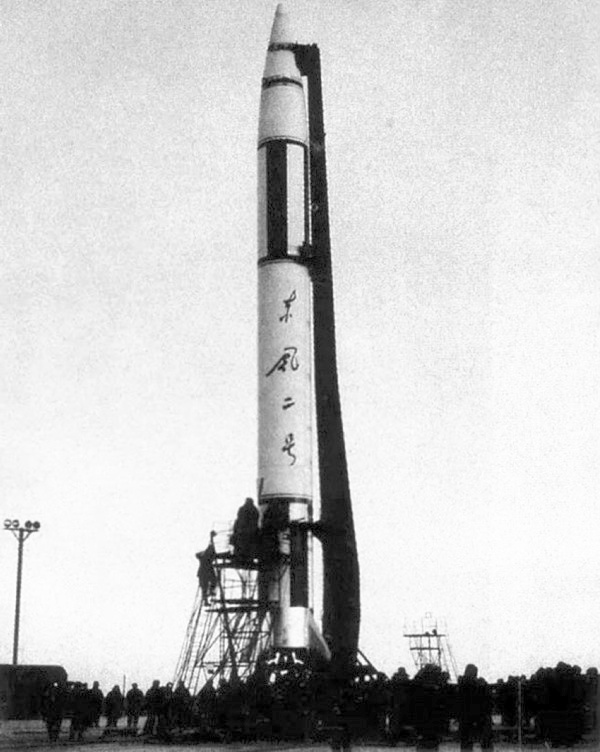
DF-2 kurz vor dem Start am 29. Juni 1964

Eine Unfallanalyse ergab, dass man bei der Konstruktion der Rakete grundlegende Fehler begangen hatte, sowohl was die Berechnung der Flugbahnschwankungen betraf, als auch die Positionierung des Navigationssystems innerhalb der Rakete und die Befestigung des Triebwerkmoduls. In der Folge wurde der Entwurf grundlegend überarbeitet und ein weiterer Teststart erfolgte am 29. Juni 1964, diesmal erfolgreich.
Die originale R-12 verwendete zur Navigation eine sowjetische Version des Lorenz-Leitstrahlverfahrens, bei dem die Rakete nach dem Start an einem von einer Radarantenne ausgesandten Funksignal entlangflog und Abweichungen in der horizontalen Ebene automatisch korrigierte. Dadurch konnte der beabsichtigte Aufschlagpunkt des Sprengkopfs mit einer höheren lateralen Präzision getroffen werden. Aber als nach zwei weiteren erfolgreichen Flugtests und der Detonation der ersten chinesischen Atombombe am 16. Oktober 1964 General Zhang Aiping, stellvertretender Chef des Generalstabs und als stellvertretender Vorsitzender der Kommission für Wehrtechnik der Volksbefreiungsarmee für die chinesische Kernwaffenentwicklung zuständig, Ende 1964 zusammen mit Liang Sili in der Mandschurei auf die Suche nach einem Standort für eine Raketenbasis ging, stellte sich heraus, dass dieses Lenksystem für chinesische Verhältnisse nicht geeignet war. Die sowjetischen Raketenbasen befanden sich in weit offener Steppe, wo der Leitstrahl in alle Richtungen gelenkt werden konnte. Die chinesische, aus dem Partisanenkrieg vor 1949 übernommene Herangehensweise war jedoch, Militärbasen in versteckten Bergtälern anzulegen. Unter der Leitung von Liang Sili durchgeführte Experimente zeigten, dass an den ins Auge gefassten Standorten der Leitstrahl verzerrt wurde.
Seit September 1961 hatte man am 2. Zweiginstitut an verschiedenen Methoden der Trägheitsnavigation geforscht. Man war zuversichtlich, auf die Funklenkung verzichten zu können und wechselte nun zur reinen Trägheitsnavigation mit zwei sich ergänzenden Systemen.
Am 1. Juli 1966 wurde auf Anordnung von Zhou Enlai und mit Genehmigung von Mao Zedong das  2. Artillerie-Korps aufgestellt, das von da an für die landgestützten Kernwaffen Chinas zuständig war. Als Hauptwaffe wurde anschließend im Laufe jenes Jahres die überarbeitete Variante mit der Bezeichnung Dongfeng 2A an diese Einheit ausgegeben. Ab Dezember 1967 folgte die Version mit der reinen Trägheitsnavigation, 东风二号甲改进型 genannt, also  „Dongfeng 2A, verbesserte Version“.

## Technische Daten
| System              | DF-2                                     | DF-2A                                           |
| ------------------- | ---------------------------------------- | ----------------------------------------------- |
| NATO-Code           | –                                        | CSS-1                                           |
| Einführungsjahr     | 1962                                     | 1966                                            |
| Antrieb             | YF-2 (= 4 × YF-1) mit 1020 kN Startschub | YF-2 (= 4 × YF-1) mit 1020 kN Startschub        |
| Treibstoff          | 26 t Ethanol und AK-27                   | 26 t Ethanol und AK-27                          |
| Länge               | 20,61 m                                  | 21,31 m                                         |
| Durchmesser         | 1,65 m                                   | 1,65 m                                          |
| Gewicht             | 31,9 t                                   | 29,8 t                                          |
| Spannweite          | 2,13 m                                   | 3,39 m                                          |
| Nutzlast            | 1,5 t                                    | 1,5 t                                           |
| Sprengkopf          | Hochexplosivladung                       | Hochexplosivladung oder 15–20 kT Atomsprengkopf |
| Streukreisradius    | –                                        | 1500–3000 m                                     |
| Maximale Reichweite | 1050 km                                  | 1300 km                                         |

## Startliste
| Nr. | Datum            | Typ   | Startplatz  | Anmerkungen    |
| 1   | 21. März 1962    | DF-2  | Jiuquan LA3 | Fehlschlag     |
| 2   | 29. Juni 1964    | DF-2  | Jiuquan LA3 | Flugtest       |
| 3   | 9. Juli 1964     | DF-2  | Jiuquan LA3 | Flugtest       |
| 4   | 11. Juli 1964    | DF-2  | Jiuquan LA3 | Flugtest       |
| 5   | 27. Oktober 1966 | DF-2A | Jiuquan LA3 | Sprengkopftest |

## Einsatzgeschichte
Zwischen 1966 und 1969 wurden insgesamt 90 Raketen vom Typ Dongfeng 2A an das 2. Artillerie-Korps ausgeliefert. Die auf einem Lastwagenanhänger liegend transportierten und mittels Hydraulik in eine senkrechte Position auf einem mitgeführten Starttisch gehobenen Raketen konnten, da Treibstoff und Oxidator bei Raumtemperatur lagerfähig und in Tankwagen transportierbar waren, in einem relativ weiten Radius um ihre Heimatbasen eingesetzt werden.
Das wurde 1969 relevant, als nach Gefechten am Grenzfluss Ussuri im März und an der Dsungarischen Pforte im August die sowjetische Regierung im September von einem nuklearen Erstschlag gegen Ziele im Landesinneren Chinas sprach.
Am 11. September 1969 fand zwar auf dem Flughafen Peking-Hauptstadt ein Treffen zwischen Premierminister Zhou Enlai und dem sowjetischen Ministerpräsidenten Alexei Nikolajewitsch Kossygin statt,
aber Mao Zedong vermutete, dass es sich hierbei um ein Ablenkungsmanöver der Sowjetunion handelte und diese in Wahrheit einen unmittelbar bevorstehenden Angriff plante. Daher wurden die hochrangigen Kader in der Hauptstadt angewiesen, sich bis spätestens zu den für den 19. Oktober angesetzten Friedensverhandlungen auf ihnen vorher für diesen Zweck zugewiesene Kasernen im ganzen Land zu verteilen, damit bei einem Erstschlag nicht die gesamte Führungselite ausgelöscht würde.
Verteidigungsminister Lin Biao, der sich nach Suzhou begeben hatte, erließ am  18. Oktober 1969 seinen „Befehl Nr. 1“  (林副统帅一号战斗号令) mit entsprechenden Anweisungen an die Truppe, sich im Gelände zu verteilen und in die sogenannte „Alarmstufe 1“ (一级战备) überzugehen, die Stufe direkt vor dem Angriffsbefehl. Dieser Befehl mit speziellen Instruktionen für verschiedene Militärbezirke ging an die gesamte Volksbefreiungsarmee. Zusätzlich wurde in einem vor den anderen Einheiten geheimgehaltenen „Befehl Nr. 2“ das 2. Artillerie-Korps in Alarmbereitschaft versetzt. Die Raketen waren startbereit zu machen.
Alle Beteiligten waren sich jedoch darüber im Klaren, dass die Dongfeng 2A nur einen begrenzten militärischen Wert hatte. Mit ihrer Reichweite von 1300 km konnten von Korla, der westlichsten der Basen, nur Ziele in den zentralasiatischen Sowjetrepubliken angegriffen werden. Schon nach dem Zwischenfall am Ussuri hatte Feldmarschall Ye Jianying angeordnet, dass die 1. Akademie Raketen mit einer Reichweite von mehr als 3000 km zu entwickeln hätte, um den europäischen Teil der Sowjetunion treffen zu können. Der erste halbwegs erfolgreiche Testflug dieser Rakete fand jedoch erst am 10. September 1971 statt, und nach zwei folgenden Fehlstarts wurde die Entwicklung zunächst eingestellt.
Stand 2017 waren bei den Raketenstreitkräften der Volksrepublik China keine Dongfeng 2 mehr im aktiven Einsatz. Eines der 10 vor 1965 hergestellten Exemplare der Urversion steht als Denkmal auf dem Kosmodrom Jiuquan,
zwei befinden sich im Besitz des Militärmuseums Peking. Ein Exemplar der Variante Dongfeng 2A befindet sich im Qian-Xuesen-Museum in Shanghai, eines im Atomstadt-Museum in Qinghai, 30 weitere wurden als strategische Reserve eingelagert.